# Полысаево
Полыса́ево — город (с 30 октября 1989) районого подчинения в Кемеровской области России. В рамках организации местного самоуправления входит в состав Ленинск-Кузнецкого муниципального округа. С административной точки зрения находится в подчинении города Ленинск-Кузнецкий.
Население — 27 901 чел. (2024).

## География
Город расположен на правом берегу реки Иня (приток Оби), в 9 км к югу от города Ленинск-Кузнецкий, в 105 км от Кемерово. Площадь — 49,29 км².
Железнодорожная станция на линии Юрга — Новокузнецк.
В административном подчинении города находятся посёлки Красногорский и шахты № 5.

## История
В 1952 году на землях Ленинского (Кольчугинского) рудника был образован рабочий посёлок Полысаево, однако поселение возникло ещё в 1940-м году, когда в строй была сдана шахта «Полысаевская».
В 1980-х годах Полысаево и пгт. Красногорский входят в состав Октябрьского района города Ленинск-Кузнецкий.
Посёлок Полысаево преобразован в город с подчинением Ленинск-Кузнецкому горисполкому, далее Совету народных депутатов в 1989. В 1999 году город признан как самостоятельное муниципальное образование в составе Кемеровской области. Так же в состав города был включён Ленинск-Кузнецкий микрорайон комплексной застройки Соцгородок.
В 2024 году Полысаевский городской округ включён в состав Ленинск-Кузнецкого муниципального округа и упразднён. Законом Кемеровской области — Кузбасса от 04.03.2025 № 18-ОЗ город преобразован из областного в районного подчинения.

## Население
| 1959    | 1970    | 1979    | 1998    | 2000    | 2001    | 2002    | 2006    | 2007    |
| ------- | ------- | ------- | ------- | ------- | ------- | ------- | ------- | ------- |
| 30 909  | ↗31 083 | ↘26 190 | ↗32 200 | →32 200 | ↗32 400 | ↘28 151 | ↘27 900 | ↘27 800 |
| 2008    | 2009    | 2010    | 2011    | 2012    | 2013    | 2014    | 2015    | 2016    |
| ↘27 700 | ↗27 842 | ↘27 624 | ↗27 639 | ↘27 553 | ↘27 453 | ↘27 253 | ↘26 893 | ↘26 738 |
| 2017    | 2018    | 2019    | 2020    | 2021    | 2025    |         |         |         |
| ↘26 510 | ↘26 212 | ↘26 012 | ↘25 867 | ↘25 631 | ↘25 177 |         |         |         |

На 1 января 2025 года по численности населения город находился на 559-м месте из 1124 городов Российской Федерации.

## Экономика
В городе имелись угольные предприятия (в том числе шахта Полысаевская-Северная, которая работала по полному гидравлическому циклу).
Город Полысаево является крупным угледобывающим промышленным центром страны, ежегодно в городе производится продукции на сумму до 19 млрд рублей. Город демонстрирует устойчивый рост промышленности, как и его ближайший сосед. В 2012—2014 гг. Полысаево и Ленинск-Кузнецкий были двумя единственными городами в области, которые демонстрировали рост объёмов промышленного производства.

## Образование
- Детские сады, школы, ГПОУ «Полысаевский индустриальный техникум» (с сентября 2024 года присоединён к ГБПОУ Ленинск-Кузнецкому горнотехническому колледжу)

## Религия
- Протестанты:
  - Христиане веры евангельской:
    - Российская Церковь Христиан Веры Евангельской «Свет Миру», ул. Юбилейная, 11б

  - Евангельские христиане-баптисты:
    - Церковь Евангельских христиан-баптистов г. Полысаево, ул. Аксакова, 71

## Люди, связанные с городом
- Владимир Алексеевич Губайловский (род. 1960) — российский писатель, поэт и критик, эссеист.
- Хмелев, Анатолий Яковлевич (1934 −1994) — шахтёр, бригадир проходчиков шахты «Октябрьская» производственного объединения «Ленинскуголь».[24]
- Черепов, Юрий Петрович (1938—2007) — заслуженный шахтер, Герой Социалистического Труда.
- Тиньков, Олег Юрьевич (род. 1967) — российский бизнесмен, основатель «Т-Банка».